# اسمیتویل (اکلاهما)
اسمیتویل(به انگلیسی: Smithville) شهری در ایالت اکلاهما کشور ایالات متحده آمریکا است که جمعیت آن در سرشماری سال ۲۰۱۰ میلادی، ۱۱۳ نفر بوده‌است.